# Nazionale maschile di hockey su slittino dell'Italia
La Nazionale di hockey su slittino dell'Italia è la rappresentativa nazionale italiana maschile di hockey su slittino.

## Storia
La nazionale è nata nel 2003, in vista delle Paralimpiadi di Torino 2006. Fu chiamato ad allenare la squadra l'allenatore ed ex giocatore di hockey su ghiaccio Andrea Chiarotti, che tuttavia si dimise dopo poco per dedicarsi all'attività di giocatore di hockey su slittino, lasciando il posto in panchina a Massimo Da Rin.
Poco dopo la disputa del primo campionato italiano, nel 2005, il primo impegno ufficiale è stato il campionato europeo del 2005.
Gli azzurri si sono laureati campioni d'Europa nel 2011, mentre nell'edizione successiva si sono dovuti arrendere in finale alla Russia.
Nel 2021 hanno chiuso il mondiale al settimo posto, retrocedendo in gruppo B per la prima volta. Sono comunque riusciti a qualificarsi a Pechino 2022 vincendo il successivo torneo di qualificazione disputato a Torino.
A settembre 2022 Da Rin ha lasciato la guida tecnica a quello che era stato dal 2016 il suo vice, Mirko Bianchi. Pochi mesi dopo, a dicembre, l'IPC decise di escludere dal mondiale del 2023 la Russia, a causa dell'invasione dell'Ucraina, ripescando al contempo gli azzurri.

## Allenatori
- Andrea Chiarotti (2003-2004)
- Massimo Da Rin (2004-2022)
- Mirko Bianchi (2022-)